# Мовсумов, Назим Расим оглы
Назим Расим оглы Мовсумов (азерб. Mövsümov Nazim Rasim oğlu; род. 1964) — судья Верховного суда Азербайджана.

## Биография
Родился в 1964 году. В 1988 году окончил юридический факультет Военного института Министерства обороны СССР.
С 1988 по 1992 год являлся следователем Военной прокуратуры Ростов-Донского гарнизона.
С 1992 по 1997 год являлся следователем по особо важным делам Военной прокуратуры Бакинского гарнизона.
С 1997 по 2001 год являлся прокурором следственного управления Военной прокуратуры Азербайджана.
С 2001 по 2008 год являлся прокурором отдела надзора за следствием военных прокуратур Военной прокуратуры Азербайджана.
С 6 августа 2008 по 1 января 2011 — судья Военного суда Азербайджана по особо тяжким уголовным делам.
С 1 января 2011 по 2013 год являлся судьёй Гянджинского суда по тяжким преступлениям.
С 6 августа 2013 по 2018 год являлся судьёй Сумгаитского апелляционного суда. С 21 декабря 2018 по 2021 год являлся заместителем председателя данного суда.
Судья коллегии по уголовным делам Верховного суда Азербайджана (с 21 мая 2021).

## Награды
- Медаль «Прогресс» (11 февраля 2023)[6]